# Johann Conrad Schauer
Johann Conrad Schauer (auch Johannes Konrad Schauer, * 16. Februar 1813 in Frankfurt am Main; † 24. Oktober 1848 in Eldena) war ein deutscher Botaniker. Sein botanisches Autorenkürzel lautet „Schauer“.

## Leben
Nach Besuch eines Gymnasiums in Mainz und einer dreijährigen Ausbildung zum Gärtner im königlichen Hofgarten in Würzburg bekam er dank Vermittlung seines Lehrherr Anton Heller 1831 eine Gehilfenstelle am botanischen Garten in Bonn. Der 2. Direktor Theodor Friedrich Ludwig Nees von Esenbeck förderte ihn und verschaffte ihm eine Stelle bei seinem Bruder Christian Gottfried Daniel Nees von Esenbeck am botanischen Garten in Breslau, wo er 1832 Obergärtner wurde. Schauer studierte an der Universität Breslau und wurde 1835 in Erlangen zum Dr. phil. promoviert. 1841 wurde er Privatdozent in Breslau und 1844 außerordentlicher Professor der Botanik an der Universität Greifswald und Lehrer der Naturgeschichte an der landwirtschaftlichen Akademie in Eldena.
Schauer ist Erstbeschreiber zahlreicher botanischer Taxa. Er beschrieb erstmals die in Westaustralien ansässige Pflanze Symphyomyrtus lehmannii Schauer, die heute zu Eucalyptus lehmannii (Schauer) Bentham gestellt wird. Der Direktor des botanischen Gartens in Hamburg Johann Georg Christian Lehmann hatte zahlreiche Pflanzen, die Johann August Ludwig Preiss in Westaustralien gesammelt hatte, untersucht und nach Familien aufgeteilt.
Er übersetzte die Pflanzen-Teratologie von Alfred Moquin-Tandon und bearbeitete mit Mathias Joseph Bluff, Carl Anton Fingerhuth und Christian Gottfried Daniel Nees von Esenbeck die zweite, vermehrte Auflage der ersten Sektion des "Compendium Florae Germaniae".
Am 30. November 1840 wurde er mit dem akademischen Beinamen Miller zum Mitglied (Matrikel-Nr. 1485) der Leopoldina gewählt.

## Ehrungen
Die Pflanzengattung Schaueria Nees aus der Familie der Akanthusgewächse (Acanthaceae) ehrt Johann Conrad Schauer und Sebastian Schauer.

## Schriften
- mit Mathias Joseph Bluff, Christian Gottfried Daniel Nees von Esenbeck und Carl Anton Fingerhuth: Compendium florae Germaniae. Sectio I., Plantae phanerogamicae seu vasculosae. Tomus I, Pars I, Schrag, Norimbergae 1836 Digitalisat.
- mit Mathias Joseph Bluff, Christian Gottfried Daniel Nees von Esenbeck und Carl Anton Fingerhuth: Compendium florae Germaniae. Sectio I., Plantae phanerogamicae seu vasculosae. Tomus I, Pars II, Schrag, Norimbergae 1837 Digitalisat.

### Übersetzungen
- (aus dem Französischen) Alfred Moquin-Tandon: Pflanzen-Teratologie. Lehre von dem regelwidrigen Wachsen und Bilden der Pflanzen. (zugleich Christian Gottfried Daniel Nees von Esenbeck (Hg.): Handbuch der Pflanzen–Phatologie und Pflanzen–Teralogie, II. Bd.)  Haude und Spener, Berlin 1842 Digitalisat.